# Fellsströnd
Fellsströnd (isländska: Meðalfellsströnd) är en strand i republiken Island.   Den ligger i regionen Västlandet, i den västra delen av landet, 110 km norr om huvudstaden Reykjavik.